# 上海市人民政府驻秦皇岛联络处
上海市人民政府驻秦皇岛联络处，简称上海驻秦处、上海驻秦办，是上海市人民政府派驻秦皇岛的常设办事机构，归口上海市人民政府办公厅和上海市人民政府驻山西办事处管理，是上海市加强同河北省、天津市、秦皇岛市等地之间经济协作的重要渠道。上海驻秦处内设2个处室，机关办公地点为海港区新一街一栋二单元。

## 历史沿革
上海市人民政府于1989年7月成立了上海市人民政府驻秦皇岛办事处，对上海各驻秦单位进行指导、服务和管理工作，负责两地各级领导互访及其它接待服务。2010年8月，根据沪委 [2010]527号文件，上海市人民政府驻秦皇岛办事处调整为上海市人民政府驻秦皇岛联络处，划归上海市人民政府驻山西办事处管理，河北省、天津市的具体工作仍由秦皇岛联络处负责。

## 联系区域
秦皇岛联络处负责河北省、天津市的具体工作，协调指导上海在秦皇岛能源中转，兼顾青岛港、石臼港、连云港，协调驻地的上海单位，把秦皇岛及上述地区的能源及时、安全运往上海。

## 组织结构

### 内设机构
- 秘书处
- 业务处

### 驻地上海单位
- 上海市电力燃料公司
- 上海市燃料公司
- 上海市宝山钢铁集团
- 上海市金山石化公司
- 上海高桥热电厂
- 上海港务局上海海若工贸有限公司